# Minotaur III

Foguete Minotaur III

O Minotaur III, também conhecido como  OSP-2 Target Launch Vehicle, Peacekeeper TLV ou OSP-2 TLV é um foguete Norte americano, derivado do míssil LGM-118 Peacekeeper. Ele é membro da família de foguetes Minotaur produzidos pela Orbital Sciences Corporation e é usado para lançamentos sub-orbitais de cargas úteis pesadas.
O foguete Minotaur III consiste de quatro estágios: um SR-118 como primeiro, um SR-119 como segundo e um SR-120 como terceiro, e um Super-HAPS (Hydrazine Auxiliary Propulsion System), como quarto. O Minotaur III é capaz de lançar 3.000 kg num raio de 5.000 km em trajetória sub-orbital.
Os lançamentos do Minotaur III devem ser efetuados a partir da Base da Força Aérea de Vandenberg e do Kodiak Launch Complex.